# Inverse Problems
Inverse Problems is een internationaal, aan collegiale toetsing onderworpen wetenschappelijk tijdschrift op het gebied van de toegepaste wiskunde.
Het wordt uitgegeven door IOP Publishing namens het Britse Institute of Physics en verschijnt tweemaandelijks.
Het eerste nummer verscheen in 1985.